# Argyreia roseopurpurea
Argyreia roseopurpurea är en vindeväxtart som först beskrevs av Kerr, och fick sitt nu gällande namn av Van Ooststr. Argyreia roseopurpurea ingår i släktet Argyreia och familjen vindeväxter. Inga underarter finns listade i Catalogue of Life.